# Cucullia cinderella
Cucullia cinderella är en fjärilsart som beskrevs av Smith 1892. Cucullia cinderella ingår i släktet Cucullia och familjen nattflyn. Inga underarter finns listade i Catalogue of Life.

## Bildgalleri

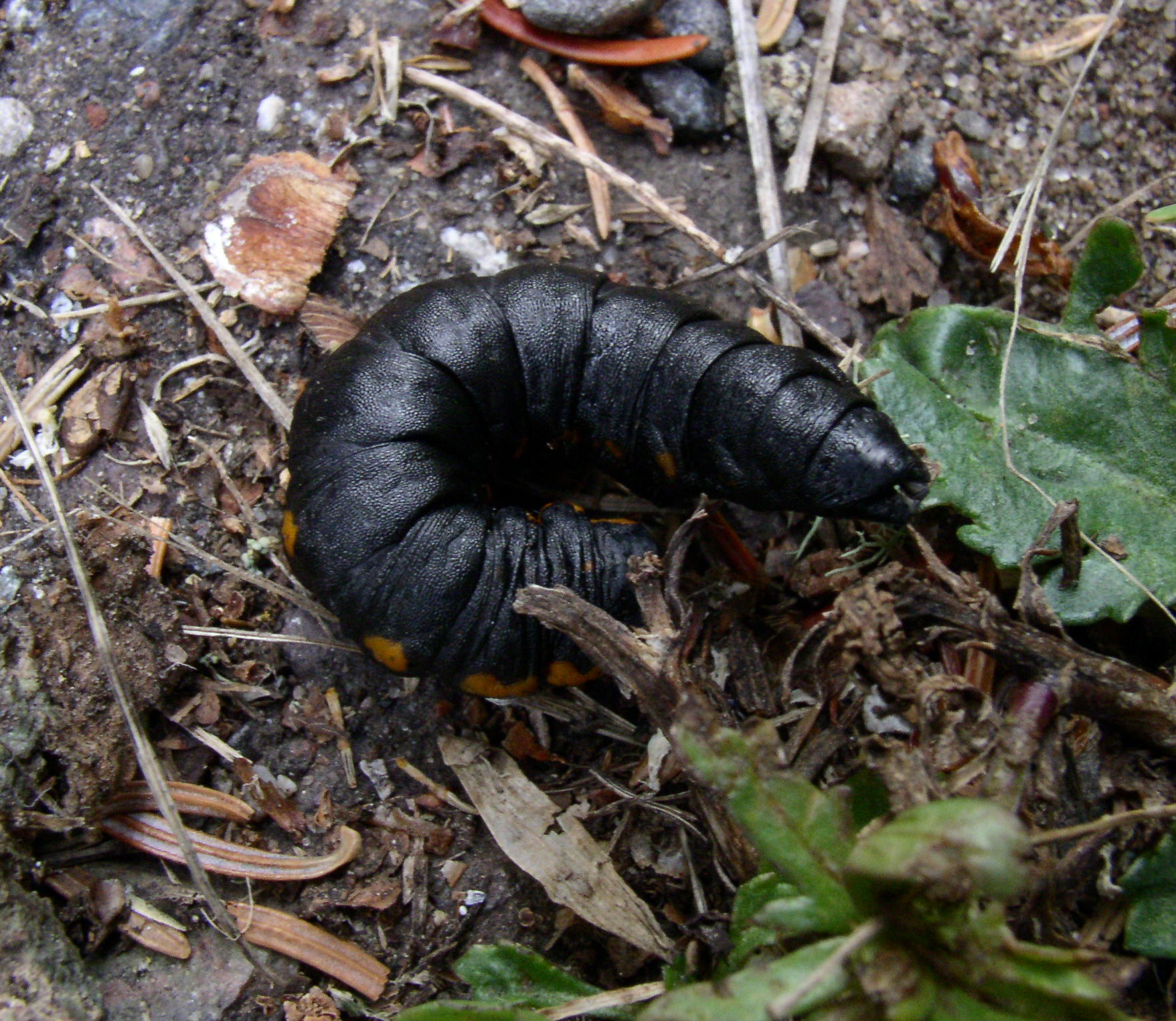
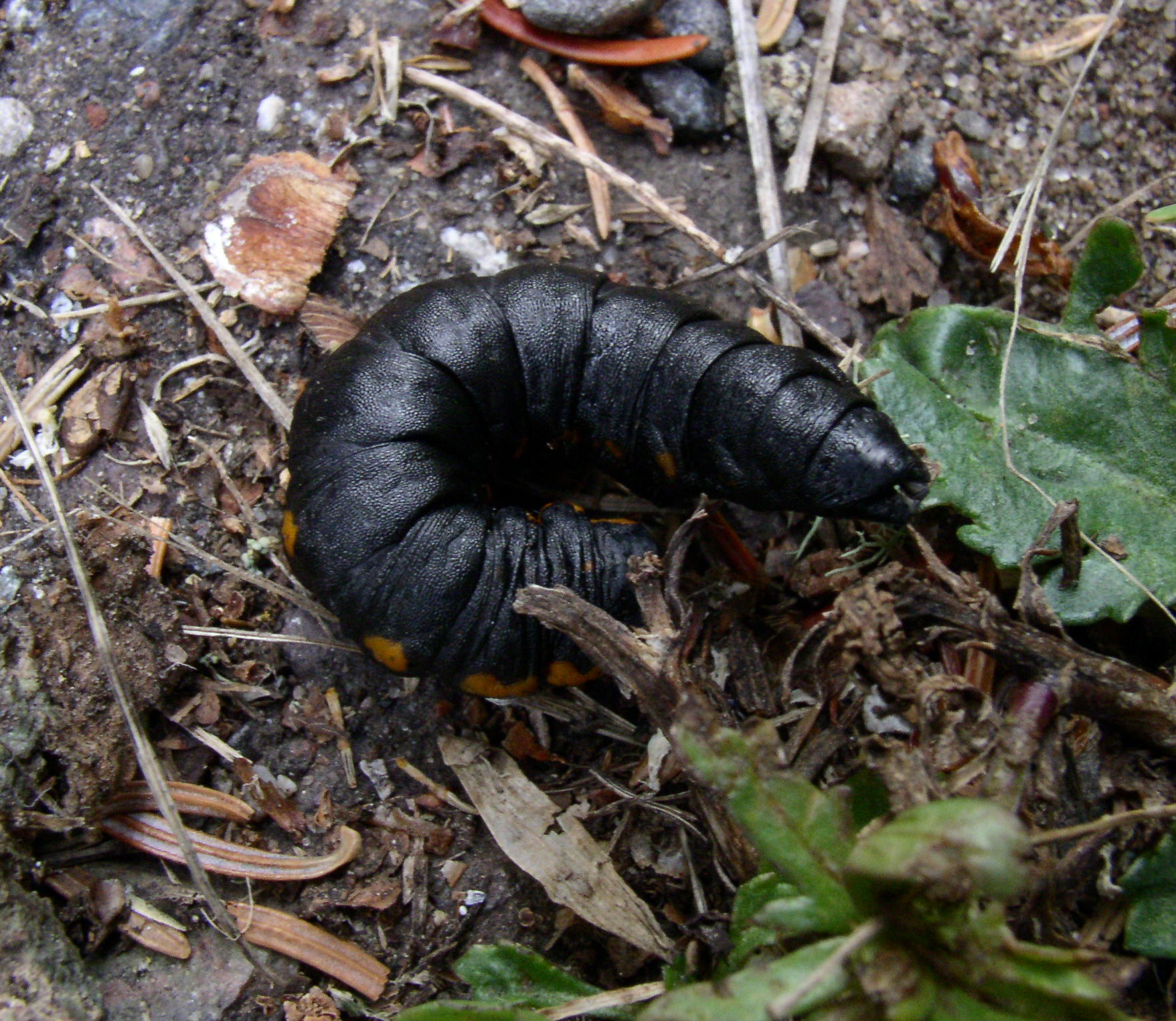